# École supérieure d'informatique, électronique, automatique
École supérieure d'informatique, électronique, automatique är en fransk Grande École som utexaminerar dataingenjör i norra Frankrike (Ivry-sur-Seine, nära campus Institut polytechnique des sciences avancées, och Laval), och som är medlem av Conférence des grandes écoles.